# Petra Grimm-Benne

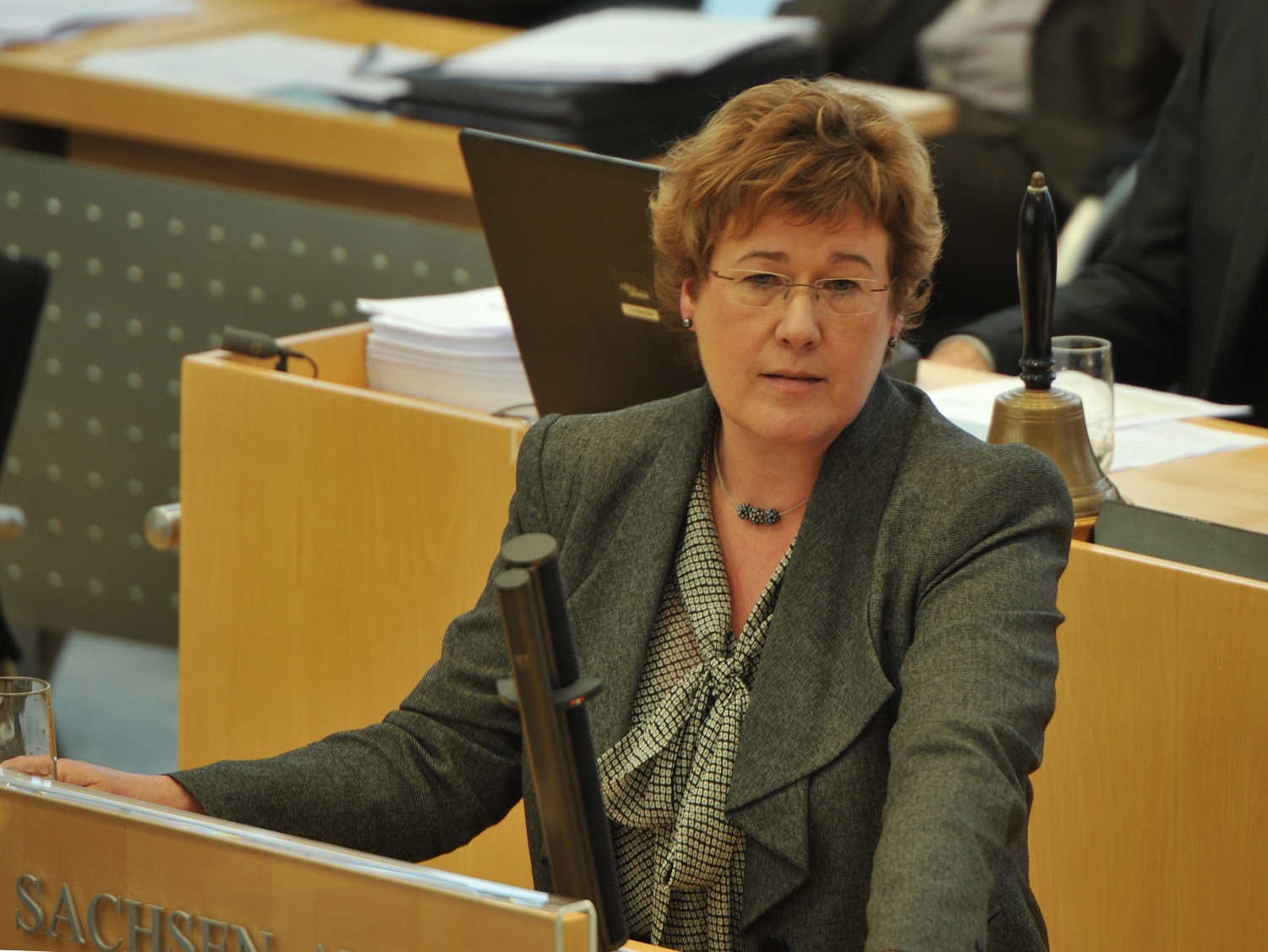
Petra Grimm-Benne während einer Debatte im
Landtag von Sachsen-Anhalt 2012

Petra Grimm-Benne (* 27. April 1962 in Wuppertal) ist eine deutsche Politikerin (SPD). Seit dem 16. September 2021 ist sie Ministerin für Arbeit, Soziales, Gesundheit und Gleichstellung des Landes Sachsen-Anhalt, zuvor war sie seit dem 25. April 2016 Ministerin für Arbeit, Soziales und Integration. Sie war von 2002 bis 2016 und erneut im Jahre 2021 bis zum Mandatsverzicht Abgeordnete im Landtag von Sachsen-Anhalt.

## Leben und Beruf
Grimm-Benne wuchs in Ennepetal-Heide auf und legte ihr Abitur 1981 ab. Im Jahre 1991 absolvierte sie ihr zweites Juristisches Staatsexamen. Anschließend war sie bis 1995 Leiterin des Rechts-, Sicherheits- und Ordnungsamtes des Landkreises Schönebeck. Ab 1995 arbeitete sie als Rechtsanwältin und ab 1999 als Fachanwältin für Verwaltungsrecht.
Grimm-Benne ist verheiratet und hat zwei Kinder.

## Politik und Partei
Sie trat 1988 in die SPD ein. Von 2004 bis zur Fusion mit anderen SPD-Kreisverbänden 2006 war Grimm-Benne Vorsitzende des SPD-Kreisverbandes Schönebeck.

## Abgeordnete
Grimm-Benne war seit der Kommunalwahl 2004 Stadträtin von Schönebeck (bis 2006) und Fraktionsvorsitzende der SPD-Kreistagsfraktion des Landkreises Schönebeck. Seit 2009 war sie erneut Stadträtin in der Elbestadt. Nach der durch die Kreisreform durchgeführten Kommunalwahl war sie seit 2007 Mitglied der SPD-Kreistagsfraktion des Salzlandkreises. Sie war stellvertretende Fraktionsvorsitzende und Vorsitzende des Finanzausschusses des Kreistages des Salzlandkreises. Des Weiteren war Grimm-Benne Vorsitzende des SPD-Ortsvereins Schönebeck.
Von 2002 bis 2016 war Grimm-Benne Abgeordnete im Landtag von Sachsen-Anhalt und vertrat den Wahlkreis Schönebeck. Sie war zuletzt Mitglied im Ausschuss für Soziales. Von Januar 2010 bis 2016 war sie als Nachfolgerin von Norbert Bischoff Parlamentarische Geschäftsführerin der SPD-Landtagsfraktion. Am 10. Mai 2016 erklärte Grimm-Benne gegenüber dem Vizepräsidenten des Landtages von Sachsen-Anhalt ihren Verzicht auf das Abgeordnetenmandat. Als Ersatzperson zog am 18. Mai 2016 Nadine Hampel aus dem Landeswahlvorschlag SPD in den Landtag ein. Im Jahre 2021 zog Grimm-Benne über Platz 3 der SPD-Landesliste erneut in den Landtag von Sachsen-Anhalt ein. Nach der Ernennung zur Ministerin für Arbeit, Soziales und Integration erklärte Grimm-Benne am 28. September 2021 gegenüber dem Präsidenten des Landtages von Sachsen-Anhalt zur Niederschrift, dass sie auf ihr Abgeordnetenmandat mit Ablauf des 30. September 2021 verzichte.

## Öffentliche Ämter
Nach der Landtagswahl in Sachsen-Anhalt 2016 wurde sie in der neugebildeten Kenia-Koalition von Ministerpräsident Reiner Haseloff (CDU) zur stellvertretenden Ministerpräsidentin und Ministerin für Arbeit, Soziales und Integration des Landes Sachsen-Anhalt in das Kabinett Haseloff II berufen. Bei Bildung des Kabinetts Haseloff III am 16. September 2021 behielt sie ihr Ministeramt und wurde zusätzlich für das Gleichstellungsressort zuständig. Ihre Stellvertreterfunktion gab sie jedoch ab.

## Weitere Tätigkeiten
- seit 1992 Vorsitzende des Fördervereins der Mitteldeutschen Kammerphilharmonie
- seit 2006 Vorsitzende der Arbeiterwohlfahrt (AWO) des Landes Sachsen-Anhalt

## Ehrung
Petra Grimm-Benne wurde 2016 die Marie-Juchacz-Plakette der Arbeiterwohlfahrt verliehen.